# Klatka Schodowa Senatorska na Wawelu
Klatka schodowa Senatorska (zwana także Królewską) – jedna z dwóch reprezentacyjnych klatek schodowych w Zamku Królewskim na Wawelu.
Przebudowana przez Jana Trevano w 1595 r. Marmurowane schody nie biegną stromo (jak to jest w renesansowych Poselskich) lecz przełamują się regularnie w połowie pięter. Wejścia z sieni do wnętrz obramione są wczesnobarokowymi kamiennymi portalami.